# Chebda
Chebda (russisch Хебда, awarisch ХӀебда) ist ein Dorf (selo) in der Republik Dagestan in Russland mit 2552 Einwohnern (Stand 14. Oktober 2010).

## Geographie
Der Ort liegt knapp 100 km Luftlinie südwestlich der Republikhauptstadt Machatschkala im östlichen Teil des Großen Kaukasus. Er befindet sich am östlichen Fuß des über 4000 m hohen Bogosski-Kammes am linken Ufer des Flusses Awarskoje Koisu.
Chebda ist Verwaltungszentrum des Rajons Schamilski sowie Sitz und einzige Ortschaft der Landgemeinde (selskoje posselenije) Selo Chebda. Der Ort ist fast ausschließlich von Awaren bewohnt.

## Geschichte
Der Ort geht auf eine Poststation zurück, die dort 1909 errichtet und nach einem lokalen Toponym als Chebda benannt wurde. Im Rahmen der administrativen Umgestaltung der 1921 gegründeten Dagestanischen ASSR wurde am 22. November 1928 in dem Gebiet ein Kanton mit Sitz im 7 km südlich gelegenen Dorf Urada gebildet und 1929 in einen Rajon umgewandelt. Am 26. September 1932 wurde sein Sitz in das 5 km östlich höher in den Bergen gelegene Dorf Kachib verlegt und der Rajon dementsprechend umbenannt. Am 14. September 1960 erhielt der Rajon die Bezeichnung Sowetski rajon, und sein Sitz wurde in den mittlerweile um die Poststation entstandenen Ort verlegt, der nun ebenfalls den Namen Sowetskoje erhielt; 1960 gilt als offizielles Gründungsjahr als Ortschaft. Seit 1994 tragen Ort – entsprechend dem ursprünglichen Namen – und Rajon – nach dem Imam Schamil – ihre heutigen Bezeichnungen.

### Bevölkerungsentwicklung
| Jahr | Einwohner |
| ---- | --------- |
| 1970 | 1352      |
| 1979 | 1911      |
| 1989 | 2365      |
| 2002 | 2568      |
| 2010 | 2552      |

Anmerkung: Volkszählungsdaten

## Verkehr
Chebda liegt an der Regionalstraße 82K-010, die bei Gunib an der 82K-005 beginnt, in das Tal des Awarskoje Koisu und dann diesen und seinen Zufluss Chsanor aufwärts zum Wantljaschewski-Pass über den Kaukasus-Hauptkamm an der Grenze zu Georgien führt (auf dem Abschnitt von Tljadal bei Beschta zum Pass noch im Bau beziehungsweise geplant).